# Хавлодно
Хавлодно (пол. Chawłodno) — село в Польщі, у гміні Ґоланьч Вонґровецького повіту Великопольського воєводства.
Населення — 269 осіб (2011).
У 1975-1998 роках село належало до Пільського воєводства.

## Демографія
Демографічна структура станом на 31 березня 2011 року:
|          | Загалом | Допрацездатний вік | Працездатний вік | Постпрацездатний вік |
| -------- | ------- | ------------------ | ---------------- | -------------------- |
| Чоловіки | 140     | 34                 | 98               | 8                    |
| Жінки    | 129     | 31                 | 79               | 19                   |
| Разом    | 269     | 65                 | 177              | 27                   |